# جامعة أصفهان

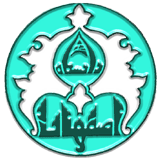
شعار جامعة إصفهان

جامعة أصفهان هي جامعة حكومية إيرانية تقع في مدينة إصفهان. تديرها الدولة في أصفهان ومن بين أفضل 10 جامعات شاملة في إيران. تقع الجامعة في ميدان آزادي بمدينة أصفهان. لها حرم جامعي آخر في خنصر.
تقدم جامعة أصفهان درجات البكالوريوس في 71 مجالًا ، ودرجات الدراسات العليا في 185 مجالًا ودراسات عليا في 119 مجالًا. يمكن للطلاب دراسة مجموعة متنوعة من الدورات على مستوى البكالوريوس والماجستير والدكتوراه بدوام كامل وبدوام جزئي. تضم الجامعة أربعة عشر كلية وخمسة وخمسين قسمًا. تضم جامعة أصفهان أكثر من ستمائة عضو أكاديمي متفرغ. يتكون الجسم الطلابي من 8884 طالب جامعي و 6327 طالب دراسات عليا من ثلاثين مقاطعة. يقتصر القبول الجامعي في جامعة أصفهان على أعلى 10٪ من الطلاب الذين يجتازون امتحان القبول الوطني الذي تديره سنويًا وزارة العلوم والتعليم العالي. يوجد في جامعة أصفهان عدة مراكز بحثية.

## التاريخ
تأسست جامعة إصفهان في عام 1946، وكانت واحدة من الجامعات الكبرى في مجالات العلوم والإنسانيات والهندسة. كان قرار إنشاء الجامعة فكرة طورها عدد من الأطباء في مستشفى أمين عام 1939. وفي النهاية وافق مجلس إدارة المستشفى على خطة لإنشاء معهد أصفهان الطبي العالي في عام 1946. وفي سبتمبر من نفس العام ، وافق مجلس إدارة المستشفى تم نشر الإعلان الذي وقعه المحاضر د. عقدت الفصول الأولى في مدرسة سعدي الثانوية (الآن معهد سوريا). التحق العديد من الطلاب في السنوات اللاحقة ؛ لذلك ، كان على المعهد إيجاد حرم جامعي أكبر لاستيعاب العدد المتزايد من الطلاب الجدد. في 29 أكتوبر 1950 ، عقدت أول سلسلة من الفصول الدراسية في جامعة أصفهان. انضمت كليات أخرى مثل الجامعة الطبية وكلية الطب والآداب المنشأة حديثًا في شارع شاه زاده إبراهيم إلى جامعة أصفهان وتم نقلها إلى الحرم الجامعي الرئيسي في السنوات اللاحقة. قدمت الجامعة فيما بعد برامج في العلوم الإنسانية والهندسة والعلوم الطبية. ثم تم فصل برامج العلوم الطبية ذات الصلة عن جامعة أصفهان وأصبحت جامعة مستقلة في عام 1985 ، سميت جامعة أصفهان الطبية.

## الكليات
تضم الجامعة أربعة عشر كلية
- كلية العلوم الإدارية والاقتصاد
- كلية العلوم البيولوجية والتكنولوجيا
- كلية أصول الدين ودراسات أهل البيت
- كلية الكيمياء
- كلية الهندسة المدنية والنقل
- كلية هندسة الحاسوب
- كلية التربية وعلم النفس
- كلية الهندسة
- كلية اللغات الأجنبية
- كلية العلوم الجغرافية والتخطيط
- كلية الآداب والعلوم الإنسانية
- كلية الرياضيات والإحصاء
- كلية الفيزياء
- كلية علوم الرياضة

## كلية العلوم الإدارية والاقتصاد

### قسم الاقتصاد
تأسس هذا القسم عام 1977 وبدأ نشاطه بقبول 60 طالب وطالبة. حاليًا ، مع ما مجموعه 714 طالبًا في برامج البكالوريوس والماجستير والدكتوراه (518 طالب بكالوريوس و 149 طالب ماجستير و 47 طالب دكتوراه) و 23 عضوًا من أعضاء هيئة التدريس ، يجري القسم أنشطته التعليمية والبحثية. فيما يتعلق بعدد الطلاب الذين نجحوا في اجتياز امتحان القبول بالجامعة ماجستير ، فقد نجح هذا القسم في الحفاظ على مرتبته بين أفضل ثلاث جامعات إيرانية في السنوات العشر الماضية ، والتي يمكن اعتبارها نتيجة للمساعي المستمرة للعمل الدؤوب. معلمو القسم. التخصصات الفرعية المختلفة للاقتصاد في مستويات مختلفة من البكالوريوس والماجستير والماجستير والدكتوراه هي من بين البرامج الجارية في القسم. يتم قبول طلاب البكالوريوس في التخصصين الفرعيين للاقتصاد النظري واقتصاديات الأعمال بينما يتم قبول طلاب الماجستير في التخصصين الفرعيين لعلوم الاقتصاد والتنمية الاقتصادية والتخطيط. يتم قبول الطلاب في 9 تخصصات فرعية مختلفة للاقتصاد في برنامج MPhil. تم تطوير مجلة كلية العلوم الإدارية والاقتصاد من قبل هذا القسم وتم تحويلها لاحقًا إلى مجلة الكلية. هذا القسم لديه تعاون رائع مع شركة مباركه للصلب ، منظمة الإدارة والتخطيط ، وزارة الشؤون الاقتصادية والمالية ، وما إلى ذلك في إجراء الدورات اللاصفية والقيام بمشاريع بحثية وهو مستعد حاليًا لتقديم خدمات واسعة في مثل هذه المجالات. علاوة على ذلك ، كان لهذا القسم بعض الأنشطة الدولية مثل عقد عدد من المؤتمرات المشتركة مع جامعة دمشق كان آخرها المؤتمر الدولي.

### قسم العلوم السياسية
بدأ هذا القسم نشاطه كقسم لكلية العلوم الإدارية والاقتصاد في عام 1990. وقد تم قبول الطلاب في برنامج الماجستير في العلوم السياسية منذ فبراير 1998 وفي برنامج الماجستير في العلاقات الدولية منذ أكتوبر 2001. برنامج الدكتوراه الأول في تم إطلاق العلوم السياسية (علم الاجتماع السياسي) في أكتوبر 2008 وقبول 4 طلاب. يوجد حاليًا 40 طالب دكتوراه في هذا التخصص. وازداد عدد أعضاء هيئة التدريس بالتوازي مع نمو أعداد الطلاب وتلبية احتياجات القسم لمجالات الخبرة المختلفة. يوجد الآن 16 عضو هيئة تدريس في هذا القسم 3 منهم أساتذة مشاركون والآخرون 13 أستاذ مساعد.

### قسم القانون
بدأ هذا القسم نشاطه ببرنامج البكالوريوس الذي عقد في كلية الآداب والعلوم الإنسانية في العام الدراسي 1995-1996 وقبل أول دفعة من طلابه في فبراير 1996. بموافقة رئيس الجامعة في ذلك الوقت ، هذا القسم نقل إلى كلية العلوم الإدارية والاقتصاد في الفصل الأول من العام الدراسي 2002-2003. تم إطلاق برامج ماجستير في القانون الخاص وكذلك القانون الجنائي وعلم الجريمة في هذا القسم في أكتوبر 2007 وأكتوبر 2008 على التوالي. يستفيد هذا القسم حاليًا من 15 عضوًا من أعضاء هيئة التدريس ، ويقوم بتعليم 276 بكالوريوس و 138 طالب ماجستير في برنامجي القانون الخاص والقانون الجنائي وعلم الجريمة. كما يقوم هذا القسم بنشر المجلة العلمية الترويجية للقانون الاقتصادي منذ عام 2010.

### إدارة الشؤون الإدارية
بدأ هذا القسم نشاطه كقسم لكلية العلوم الإدارية والاقتصاد عام 1977. وكان أول برنامج أنشئ في هذا القسم هو إدارة الأعمال. ثم قبل هذا القسم الطلاب في التخصصات الفرعية للإدارة الصناعية والإدارة العامة في عام 1989 وأطلق أول برنامج ماجستير في إدارة الأعمال (الإدارة المالية) في نفس العام. في عام 1995 ، تم إطلاق أول برنامج مدفوع الأجر للقسم ، وهو إدارة الأعمال ، وفي عام 1999 تم إطلاق برنامج الماجستير في إدارة الأعمال مع التخصص الفرعي للتسويق. يقبل هذا القسم حاليًا الطلاب في برامج البكالوريوس الثلاثة المدفوعة وغير المدفوعة وهي إدارة الأعمال والإدارة الصناعية والإدارة العامة بالإضافة إلى برنامجي ماجستير في إدارة الأعمال (في التخصصات الفرعية للإدارة المالية وإدارة التسويق وإدارة التغيير) و الإدارة الصناعية منذ أكتوبر 2007. أطلق القسم برامج الدكتوراه مع برنامج الدكتوراه في إدارة الأعمال مع التخصص الفرعي لإدارة السلوك التنظيمي وإدارة الموارد البشرية ابتداء من عام 2004 وبرنامج دكتوراه آخر في إدارة التسويق بدأ في عام 2005.

### قسم المحاسبة
تم قبول المجموعات الأولى من طلاب المحاسبة في برامج الدبلوم المتقدم والبكالوريوس القسم عندما كان يقع في كلية كوروش السابقة ، التي تأسست بإذن من وزارة الثقافة والتعليم العالي عام 1975. وتألف أعضاء هيئة التدريس بالقسم من خريجي الماجستير في المحاسبة الذين كانوا يعملون في المؤسسات الحكومية والخاصة والشركات. كما تمت دعوة المعلمين من طهران من حين لآخر للتدريس في الكلية. بعد تعيين أعضاء هيئة التدريس بدوام كامل في عامي 1976 و 1977 والإصلاحات في نظام الإدارة في جامعة أصفهان ، أوقفت وزارة العلوم قبول الطلاب الجدد في الكلية. بعد إنشاء كلية العلوم الإدارية والاقتصاد في الجامعة عام 1976 وتأسيس الأقسام الأربعة وهي المحاسبة والإدارة الإدارية وإدارة الأعمال والاقتصاد ، تم نقل الطلاب الذين يدرسون في كلية كوروش إلى هذه الكلية. تم إطلاق أول برنامج ماجستير في المحاسبة في عام 2005 وتم قبول 7 طلاب. كما تم إطلاق برنامج في الإدارة المالية في عام 2007 بدأ نشاطه بقبول 7 طلاب. ومن المؤمل أن يتمكن القسم من تطوير برامج الدراسات العليا في المستقبل. يوجد حاليًا 8 أعضاء هيئة تدريس بدوام كامل يعملون في القسم (ستة أساتذة مساعدين ومدربين) يقومون بتعليم 201 طالبًا في برامج غير مدفوعة الأجر و 196 طالبًا في برامج مدفوعة.

## كلية الهندسة المدنية والنقل
تتكون كلية الهندسة المدنية والنقل بجامعة أصفهان من ثلاثة أقسام هي هندسة المساحة والهندسة المدنية وهندسة السكك الحديدية. تم إنشاء قسم هندسة المساحة في عام 1988. تم إنشاء قسم الهندسة المدنية في عام 2004. تم إنشاء قسم هندسة السكك الحديدية في البداية في عام 2008 باعتباره كلية هندسة النقل كأول كلية نقل في إيران ، ثم في عام 2017 ، تم إنشاء كلية جديدة، أي كلية الهندسة المدنية والنقل ، بعد انضمامها إلى كلية هندسة النقل وقسمي الهندسة المدنية وهندسة المساحة. تعد كلية الهندسة المدنية والنقل حاليًا مركزًا ذائع الصيت للدراسات والأبحاث الهندسية في الجزء المركزي من إيران.

## الرؤساء
- مهدي نمدار 1958-1961
- محمد الرياحي 1961-1962
- قاسم معتمدي 1967-1976
- محمد علي الطوسي 1977-1979
- غلاماباس تافاسولي 1979-1980
- محمد علي شهزمانيان 1980-1981
- أكبر شاه محمدي 1981-1982
- سيد مرتضى صغي نجاد 1982-1985
- حسن رازمجو 1985-1997
- هوشانغ طالبي 1997-2005
- محمد حسين رماشت 2005-2013
- هوشانغ طالبي 2013 - حتى الآن

## خريجون مشهورون
- نصرت بوتو، سياسية باكستانية.
- محمد خاتمي، رئيس سابق لإيران.
- فريدة فيروزباخت، عالمة رياضيات.
- عطاء الله مهاجراني وزير الثقافة الإيراني الأسبق.
- هوشنك غلشيري، كاتب وناقد ومحرر روائي
- هرانت ماركاريان، رئيس الاتحاد الثوري الأرمني.
- فاطمة شايان،  عالم سياسة